# Rock Me Amadeus
Singles de Falco
Kann es Liebe sein?
(1985) Vienna Calling
(1986)
Clip vidéo
[vidéo] « Falco - Rock Me Amadeus (Official Video) », sur YouTube
Rock Me Amadeus est une chanson du chanteur et musicien autrichien Falco, issu de son troisième album studio Falco 3. Co-écrite par Falco et les producteurs de l'album, Rob et Ferdi Bolland, le titre sera le premier extrait à être sorti en single en mai 1985.
Il s'agit de la première et unique chanson en langue allemande à atteindre la première place du Billboard Hot 100 aux États-Unis le 29 mars 1986. Falco devient le deuxième artiste autrichien après le compositeur Anton Karas et son single instrumental The Harry Lime Theme (de) sorti en 1950, à se hisser en tête du Billboard.
Une comédie musicale rendant hommage à Falco et ayant le même nom est jouée à Vienne en 2023/2024.

## Contexte
La chanson, inspirée du film Amadeus, sorti en 1984 et écrite en langue allemande, est une interprétation fictive de la carrière du musicien et compositeur salzbourgeois Wolfgang Amadeus Mozart. Falco décrit le protagoniste Amadeus comme un adepte de la scène punk à Vienne et aborde ainsi la façon dont Mozart aurait été reçu dans la société viennoise des années 1980. Les couplets traitent de l'existence d'Amadeus en tant que punk vers 1780 à Vienne, il est décrit comme un « virtuose » et une « idole du rock ».

## Clip vidéo
Le clip a été réalisé par Rudi Dolezal et Hannes Rossacher, qui avaient déjà travaillé avec Falco et futurs collaborateurs du groupe Queen. Falco est représenté dans une veste de soirée de style XXe siècle , passant devant des gens en tenue de soirée du XVIIIe siècle. Plus tard, il est représenté habillé en Mozart, avec des cheveux de couleur sauvage, tenu sur les épaules d'hommes vêtus d'une tenue de moto moderne. A la fin, les deux foules se mélangent.

## Sortie et accueil

### En Europe
Rock Me Amadeus sort en single comme premier extrait de l'album Falco 3 dans le continent européen en mai 1985. Entré dans les charts autrichiens le 15 mai 1985 à la 26e place, il prend la première place durant les deux semaines suivantes. Il quitte le classement le 15 octobre 1985 à la 24e place. Peu après, le titre se classe en Allemagne durant vingt-trois semaines du 3 juin au 11 novembre 1985, dont quatre à la première place entre le 22 juillet au 18 août 1985.
Le succès se confirme dans plusieurs pays européens, où il occupe également la première place des charts notamment en Irlande, au Royaume-Uni (no 1 durant une semaine en mai 1986) et en Espagne. Au Royaume-Uni, Rock Me Amadeus (The American Edit) est le premier single d'un artiste autrichien à se hisser en tête des meilleures ventes de singles et le premier des deux top 10 de Falco sur le territoire britannique avec Vienna Calling (no 10 en juin 1986), également extrait de l'album Falco 3. En Italie et en Suisse, la chanson parvient à se hisser en deuxième place des hit-parades. Au Pays-Bas, alors que la version originale n'est parvenue qu'à se hisser à la 46e place, la version remixée American/Canadian atteint la 2e place des charts. En Belgique flamande, cette version atteint également la 2e place des classements.
Rock Me Amadeus n'est pas parvenu à se classer dans le Top 50 français.

### Aux États-Unis
Parallèlement à son succès en Europe, Rock Me Amadeus parvient également à devenir un tube aux États-Unis, en entrant dans le Billboard Hot 100 à partir du 8 février 1986, environ un mois après la sortie du 45 tours sur le territoire américain durant dix-sept semaines. Le 29 mars 1986, le titre prend la première place du classement et occupe la tête du Billboard Hot 100 durant quatre semaines. Il occupe également la première place du Cash Box. Avant Falco, un autre titre germanophone, 99 Luftballons, du groupe allemand Nena, avait réussi à se classer à la première place du Cash Box mais n'était parvenu qu'à atteindre la deuxième place du Billboard Hot 100. Rock Me Amadeus est à ce jour la seule chanson en langue germanique à avoir occupé la première place du Billboard Hot 100 et le deuxième artiste musical autrichien à prendre la tête des charts américains après le compositeur Anton Karas et son single instrumental The Harry Lime Theme, issu du film Le Troisième Homme, en 1950.

### En Océanie
Rock Me Amadeus se hisse en tête du hit-parade néo-zélandais, mais se contente d'une 15e place en Australie.

### Classements et certifications

#### Classements hebdomadaires
| Classement (1985-86)                        | Meilleure place |
| ------------------------------------------- | --------------- |
| Australie (Kent Music Report)               | 15              |
| Autriche (Ö3 Austria Top 40)                | 1               |
| Canada (The Record)                         | 2               |
| Canada (Top Singles)                        | 1               |
| Irlande (IRMA)                              | 1               |
| Italie (Musica e dischi)                    | 2               |
| Pays-Bas (Single Top 100)                   | 46              |
| Nouvelle-Zélande (RMNZ)                     | 1               |
| Norvège (VG-lista)                          | 6               |
| Pologne (LP3)                               | 24              |
| Afrique du Sud (Springbok Radio)            | 1               |
| Espagne (AFYVE)                             | 1               |
| Suède (Sverigetopplistan)                   | 1               |
| Suisse (Schweizer Hitparade)                | 2               |
| Royaume-Uni (UK Singles Chart)              | 1               |
| États-Unis (Hot 100)                        | 1               |
| États-Unis (Dance Club Songs)               | 4               |
| États-Unis (Dance/Electronic Digital Songs) | 5               |
| États-Unis (R&B/Hip-Hop Songs)              | 6               |
| États-Unis (Cash Box)                       | 1               |
| Allemagne de l'Ouest (Media Control)        | 1               |

| Classement (1986)                      | Meilleure position |
| -------------------------------------- | ------------------ |
| Belgique (Flandre Ultratop 50 Singles) | 2                  |
| Pays-Bas (Nederlandse Top 40)          | 3                  |
| Pays-Bas (Single Top 100)              | 2                  |

| Classement (2018)             | Meilleure position |
| ----------------------------- | ------------------ |
| Autriche (Ö3 Austria Top 40)  | 71                 |
| Allemagne (GfK Entertainment) | 63                 |

#### Certifications
| Région                                                                                                 | Certification | Ventes/Streams |
| --- | ------------- | -------------- |
| Allemagne (BM)                                                                                         | Or            | 500 000^       |
| Australie (ARIA)                                                                                       | Or            | 35 000^        |
| Canada (Music Canada)                                                                                  | Platine       | 100 000^       |
| États-Unis (RIAA)                                                                                      | Platine       | 2 000 000^     |
| Nouvelle-Zélande (RMNZ)                                                                                | Or            | 10 000*        |
| Royaume-Uni (BPI)                                                                                      | Or            | 500 000^       |
| *Ventes selon la certification ^Mise en rayon selon la certification xNon précisé par la certification |               |                |

## Reprises
- Kurti, Wann man gehn muss (1988) de l'EAV Waldheim agit sur le passé NS du président fédéral autrichien plus précédent Kurt.
- Rock Me Amadeus de l'album Kopfschuss (1998) de Megaherz est une version Neue Deutsche Härte de ce morceau.
- Le groupe The Bloodhound Gang a utilisé un sample de Rock Me Amadeus dans sa chanson Mope.
- Le groupe mexicain Molotov a effectué une reprise de ce titre en 2004 intitulée Amateur sur leur album Con Todo Respeto.
- Le imitateur, chanteur, dj et acteur Marc Engelhard en a fait une version en 2009.
- Le groupe allemand Edguy a effectué une reprise de ce titre en 2014, sur leur album Space Police - Defenders of the Crown.
- En 2014, le rappeur sud-africain Snotkop a effectué une reprise rap en afrikaans Rock My Amadeus[41].